# Remember... Dreams Come True
Remember... Dreams Come True est un feu d'artifice présenté pour la première fois à Disneyland (Californie) pour le 50e anniversaire de Disneyland, l'Happiest Homecoming on Earth. Il a débuté le 5 mai 2005 et comprend en plus des effets pyrotechniques, des lasers et des flammes.
Son thème a pour but de rendre hommage au parc Disneyland, ces lands et ses attractions ainsi qu'à son héritage se perpétuant.
Le spectacle a été conçu par Walt Disney Creative Entertainment sous la direction de Steven Davison (directeur créatif) et Eric Tucker (concepteur pyrotechnique). Depuis sa première de nombreux visiteurs n'hésitent pas à courir depuis le parc mitoyen Disney's California Adventure ou de s'installer pendant la Main Street Electrical Parade du parc voisin pour pouvoir regarder le spectacle.
Il sera remplacé par Disneyland Forever, un nouveau feux d'artifice pour les 60 ans du parc.

## Le spectacle

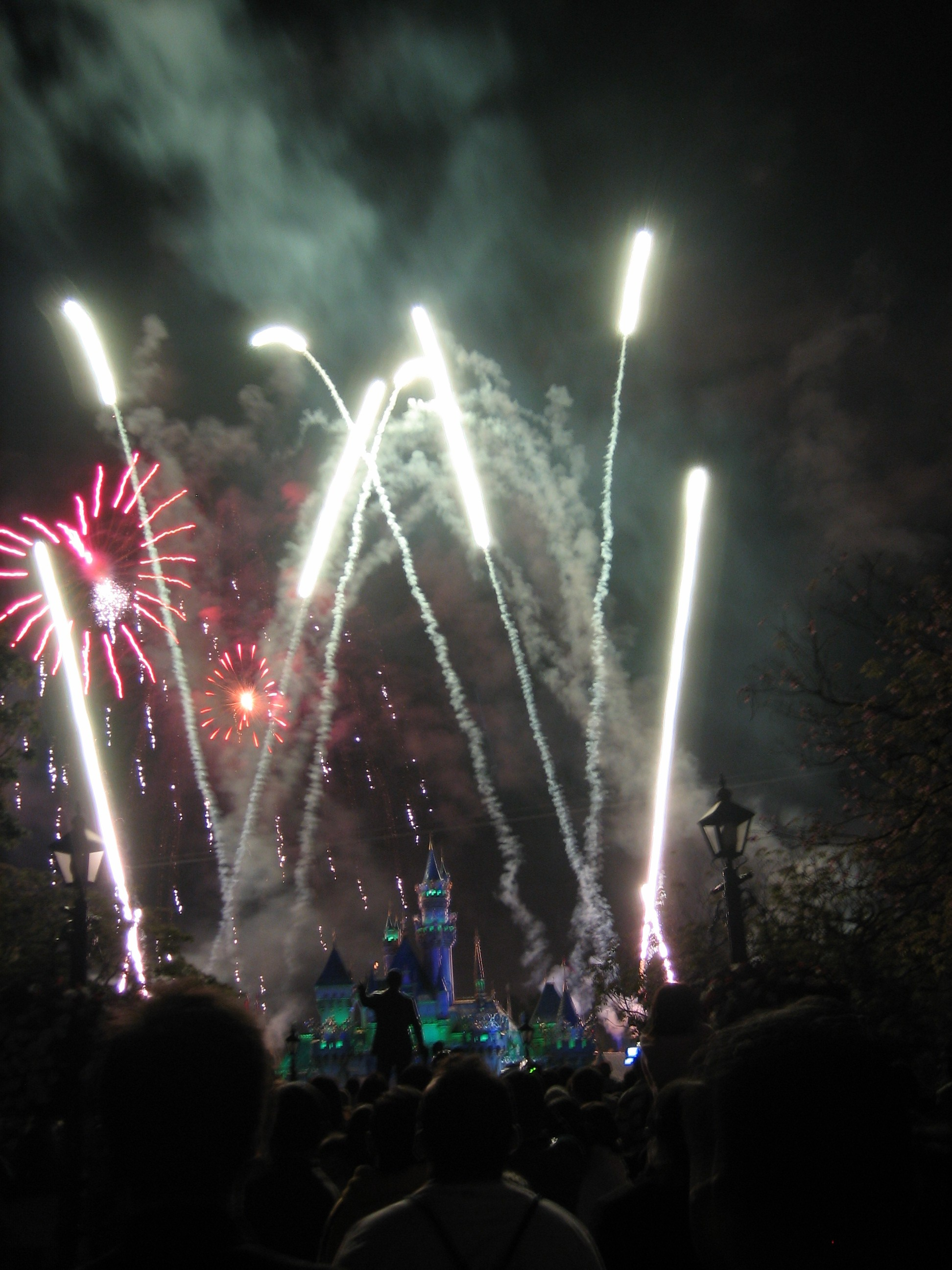
Remember… Dreams Come True

En dehors du discours de Julie Andrews, la musique de l'ouverture et celle du final de Remember… Dreams Come True sont les mêmes que pour Wishes.
- Représentations : à partir du 5 mai 2005
- Conception : Walt Disney Creative Entertainment
- Durée : 17 min
- Attractions précédentes :
  - Fantasy in the Sky de 1958 à 2000
  - Believe... There's Magic in the Stars 2000 à 2005 sauf durant l'été 2004
  - Imagine... À Fantasy in the Sky été 2004

### Description
- Introduction - L'introduction est faite par Julie Andrews, une des Disney Legends qui fut l'ambassadrice des cérémonies du 50e anniversaire. Elle raconte au public la magie du lieu, la beauté des rêves et leur importance.
- Quand on prie la bonne étoile : Julie Andrews poursuit sur le thème de la magie de Disneyland. Ensuite Cendrillon, Blanche-Neige, Ariel, Peter Pan, Pinocchio et Aladdin partages leurs rêves et leurs souhaits :
  - Cendrillon - "I wish, I could go to the ball"
  - Blanche-Neige - "I'm wishing, someday my prince will come"
  - Ariel - "I wish, oh I wish I could be a part of that world"
  - Peter Pan - "I wish, we'd never have to grow up. Off to Neverland Haha!"
  - Pinocchio - "You know what Jiminy, someday I wish I could be a real boy."
  - Aladdin - "Genie, I wish for your freedom"
- Tinker Bell's Flight : Julie Andrews invite le public à partager le rêve réalisé de Walt Disney, Disneyland et de rendre honneur à son esprit magique. La Fée Clochette s'envole alors depuis le château de la Belle au bois dormant tandis que le discours de Walt Disney pour l'ouverture de Disneyland est diffusé par les haut-parleurs.
- Main Street, USA
  - Main Street Train Station
  - Main Street Electrical Parade
- Adventureland
  - Walt Disney's Enchanted Tiki Room
  - Indiana Jones Adventure
- New Orleans Square
  - Haunted Mansion
  - Pirates of the Caribbean
- Frontierland
  - Rivers of America
  - Big Thunder Mountain Railroad
  - Frontierland Shooting Gallery
- Critter Country/Fantasyland/Mickey's Toontown
  - Splash Mountain
  - Peter Pan's Flight
  - Casey Jr Circus Train
  - Pinocchio's Daring Journey
  - Alice in Wonderland
  - Roger Rabbit's Car Toon Spin
  - Country Bear Jamboree
  - Many Adventures of Winnie the Pooh
  - It's a Small World
  - America Sings
- Tomorrowland
  - Disneyland Monorail
  - Space Mountain
  - Matterhorn Bobsleds
  - Autopia
  - PeopleMover
  - Submarine Voyage
  - Adventure Thru Inner Space
  - Rocket Jets
  - Star Tours